# Wyncko Tonckens (1837-1871)
Wyncko Tonckens (Meppel, 29 december 1837 - Elburg 26 juni 1871) was een Nederlandse burgemeester.

## Leven en werk
Tonckens was een zoon van de burgemeester van Nijeveen Wyncko Johannes Tonckens en Gezina Hendrika van Baak. Hij studeerde rechten en promoveerde in 1863 aan Universiteit van Utrecht. In oktober 1863 werd hij benoemd tot burgemeester van Giethoorn. In juli 1867 werd hij benoemd tot burgemeester van Elburg. Nog geen vier jaar later, in juni 1871, overleed hij aldaar op 33-jarige leeftijd.
Tonckens huwde op 20 oktober 1865 te Meppel met de aldaar geboren Alida Blom, dochter van de wijnhandelaar en olieslager Nicolaas August Blom en Arendina Jentina Slot. Hun zoon Nicolaas August was burgemeester van Staphorst en Hengelo in Overijssel.